# John Allen Nelson
John Allen Nelson (* 28. August 1959 in San Antonio, Texas) ist ein US-amerikanischer Schauspieler und Drehbuchautor.

## Leben
Nelson erlangte durch seine Rolle „Warren Lockridge“ in der Fernsehserie California Clan erste Bekanntheit, in der er zwischen 1984 und 1986 in 159 Episoden mitwirkte. Zu weltweitem Ruhm verhalf ihm seine Rolle „J.D. Cort“ in der Serie Baywatch – Die Rettungsschwimmer von Malibu. Er gehörte in der ersten Staffel zu den Hauptdarstellern und wurde in den weiteren Staffeln zu Gastauftritten geladen, von denen er auch für eine Episode als Autor tätig war. In dem Abschlussfilm Baywatch – Hochzeit auf Hawaii tauchen neben ihm weitere Stars der Serie aus unterschiedlichen Staffeln auf.
Weitere Fernsehauftritte hatte er in den Serien 24, Friends, Matlock, Mord ist ihr Hobby, Vanished, Close to Home, Saving Grace, CSI: Miami und Sheena.
Nelson war in den 1990er-Jahren auch als Drehbuchautor aktiv. Sein Debüt gab er 1992 mit dem Film Heiße Nächte in L.A., in dem u. a. Dennis Hopper eine tragende Rolle übernahm.
Er ist seit September 2007 mit der Schauspielerin Justine Eyre verheiratet, mit der er einen Sohn (* 2009) hat.

## Filmographie (Auswahl)

### Als Schauspieler
- 1988: Space Invaders (Killer Klowns from Outer Space)
- 1988: Deathstalker III (Deathstalker III: Deathstalker and the Warriors from Hell)
- 1989: Booker (Fernsehserie, Folge 1x03)
- 1989: Perry Mason: Seminar des Todes (Perry Mason: The Case of the Lethal Lesson)
- 1989: Zurück in die Vergangenheit (Quantum Leap, Fernsehserie, Folge 1x01)
- 1989, 1993: Matlock (Fernsehserie, 2 Folgen)
- 1990: Rich Men, Single Women
- 1991: Mord ist ihr Hobby (Murder, She Wrote, Fernsehserie, Folge 7x16)
- 1993: Taking Liberty
- 1994: Angel of Desire
- 1994: Friends (Fernsehserie, Folge 1x01)
- 1994: XXX's & OOO's
- 1990–1995: Baywatch – Die Rettungsschwimmer von Malibu (Baywatch, Fernsehserie, 13 Folgen)
- 1996: Follow Me Home
- 1997: Pensacola – Flügel aus Stahl (Pensacola: Wings of Gold, Fernsehserie, Folge 1x03)
- 1998: Allein gegen die Zukunft (Early Edition, Fernsehserie, Folge 3x08)
- 1998: Shelter
- 1998: Seven Days – Das Tor zur Zeit (Seven Days, Fernsehserie, Folge 1x05)
- 1999: V.I.P. – Die Bodyguards (V.I.P., Fernsehserie, Folge 1x15)
- 2000–2002: Sheena – Königin des Dschungels (Sheena, Fernsehserie, 35 Folgen)
- 2003: Baywatch – Hochzeit auf Hawaii (Baywatch – Hawaiian Wedding)
- 2005: 24 (Fernsehserie, 11 Folgen)
- 2006: Vanished (Fernsehserie, 13 Folgen)
- 2007: Close to Home (Fernsehserie, Folge 2x17)
- 2007: Saving Grace (Fernsehserie, Folge 1x13)
- 2008: Burn Notice (Fernsehserie, Folge 2x09)
- 2008: Grey’s Anatomy (Fernsehserie, Folge 5x09)
- 2008: Knight Rider (Fernsehserie, Folge 1x07)
- 2008: Without a Trace – Spurlos verschwunden (Without a Trace, Fernsehserie, Folge 7x04)
- 2008–2009: Privileged (Fernsehserie, 4 Folgen)
- 2009: Criminal Minds (Fernsehserie, Folge 4x21)
- 2009: Drop Dead Diva (Fernsehserie, Folge 1x05)
- 2009: Inside the Box
- 2005, 2010: CSI: Miami (Fernsehserie, 2 Folgen)
- 2013: CSI: Vegas (CSI: Crime Scene Investigation, Fernsehserie, Folge 14x02)
- 2013: Castle (Fernsehserie, Folge 6x10)
- 2014: Navy CIS (NCIS, Fernsehserie, Folge 11x14)
- 2014: Crisis (Fernsehserie, 5 Folgen)
- 2014–2015: Red Band Society (Fernsehserie, 4 Folgen)
- 2016: Rizzoli & Isles (Fernsehserie, Folge 7x12)
- 2016–2017: Crazy Ex-Girlfriend (Fernsehserie, 3 Folgen)
- seit 2023: Virgin River (Fernsehserie, 9 Folgen)

### Als Drehbuchautor
- 1992: Heiße Nächte in L.A. (Sunset Heat)
- 1993: Best of the Best 2 – Der Unbesiegbare (Best of the Best 2)
- 1993: American Yakuza